# Daj lapu, Drug!
Daj lapu, Drug! (Дай лапу, Друг!) è un film del 1967 diretto da Il'ja Jakovlevič Gurin.